# Hermann Schroeder (Politiker, 1866)
Hermann Johann Carl Christian Schroeder (* 2. März 1866 in Wakendorf im Landkreis Nordwestmecklenburg; † 20. März 1938 in Wiesbaden-Biebrich) war ein deutscher Ingenieur und Mitglied des Provinziallandtages der Provinz Hessen-Nassau.

## Leben
Hermann Schroeder kam um 1900 nach Biebrich und war Ingenieur bei der dortigen Portlandzementfabrik Dyckerhoff & Söhne. 1916 wurde er Oberingenieur und stieg 1928 zum Fabrikdirektor auf.
Er betätigte sich kommunalpolitisch, kam 1904 in den Stadtrat und wurde 1916 stellvertretender Stadtverordnetenvorsteher und spätestens 1924 Stadtverordnetenvorsteher. Zum 1. Oktober 1926 wurde Biebrich nach Wiesbaden eingemeindet.
So war Schroeder von 1929 bis 1933 unbesoldetes Mitglied des Magistrats der Stadt Wiesbaden.
Von 1921 bis 1925 hatte er ein Mandat für den Nassauischen Kommunallandtag des preußischen Regierungsbezirks Wiesbaden bzw. für den Provinziallandtag der Provinu Hessen-Nassau, wo er als Mitglied der Deutschen Volkspartei dem Finanz- und Bauausschuss sowie dem Ältestenrat angehörte.